# Павел Ковалевски
Павел Осипович Ковалевски е руски художник, професор, военен кореспондент в Руско-турската война (1877 – 1878).

## Биография
Павел Ковалевски е роден през 1843 г. в гр. Казан, Русия в семейството на професор от Императорския Казанския универитет. Постъпва в Императорската художествена академия (1863 – 1871). Учи в класа по батална живопис при художника и педогога Б. Вилевелд. За картината „Първият ден от битката при Лайпциг в 1813 г.“ получава златния медал на академията. След дипломирането си специализира в Италия с държавна стипендия. За картината „Разкопки в околностите на Рим“ е провъзгласен за академик. (1876). Пътешества в Кавказ.
Участва в Руско-турската война (1877 – 1878) като доброволец-военен кореспондент в Действуващата Руска армия. Аташиран е в свитата на великия княз Владимир Александрович. Преминава през р. Дунав с военните части, на торпедната лодка „Никопол“. Пребивава през цялата война в България. Участва и в реални бойни действия. Ранен в битката при Мечка-Тръстеник. Създава множестви скици и ексизи. Рисува на място картини отразяващи войната.
След войната създава множество картини посветени на руската действителност. Професор в Императорската художествена академия (1881) и неин действителен член (1898). Преподавател на класа по батална живопис (1897 – 1903). Неговите творби са в най-известните руски галерии и музеи – Зимния дворец, Третяковската галерия, Руския държавен музей, Киевския музей на руското изкуство и др.

## Творчество
Сред известните картини на Ковалевски са:
- „Преминаването на р. Дунав“
- „Боят при Иваново-Чифлик“
- „Героичната защита на Шипка, август 1877 г.“
- „Кавалерийска атака при Тръстеник-Мечка“
- „12 октомври 1877 г. (Превързочен пункт)“
- „Почивката на 140 – и Зарайски пехотен полк“
- „Щабът на XII- и Корпус в България, 1877 г.“

## Галерия
- „Боят при Иваново-Чифлик на 2 октомври 1877 г.“, 1877
- „Завръщане от полето“, 1884
- „Генерал Йосиф Гурко на Балканите“, 1891
- „Портрет на селянин“, 1893